# Stade de l'Aiguille
Le Stade de l'Aiguille est un stade multi-usage situé à Limoux en France. Il accueille des matchs de tennis, de football et de rugby à XIII.
Le XIII Limouxin utilise le stade depuis son ouverture. La capacité est actuellement de 5 000. Détenue par le conseil communal, le stade a eu deux rénovations une en 1975 et une en 1984. Le terrain a été l'hôte de la Coupe d'Angleterre de rugby à XIII.

## Rugby League Challenge Cup
| Date            | Adversaires      | Score | Spectateurs |
| --------------- | ---------------- | ----- | ----------- |
| 29 février 2004 | Halifax          | 19-18 | 1 200       |
| 14 mars 2004    | Wigan Warriors   | 20-80 | 2 500       |
| 17 avril 2010   | Leigh Centurions | 20-32 | 2 000       |